# Tomasz Surmacz
Tomasz Robert Surmacz – polski informatyk, administrator i współzałożyciel (obok Michała Jankowskiego) polskiej hierarchii Usenetu. Odpowiedzialny za zakładanie grup w hierarchii pl.*, przeprowadzanie głosowań w sprawie nowych grup, współwłaściciel wymienionej hierarchii.  Współzałożyciel społecznościowego projektu UMP-pcPL
W 2004 doktoryzował się na Politechnice Wrocławskiej, na podstawie pracy Metody generowania minimalnego zbioru testów dla pewnych klas sieci sortujących, której promotorem był prof. Stanisław Jacek Piestrak. Pracuje jako adiunkt w Zakładzie Architektury Komputerów na Wydziale Elektroniki Politechniki Wrocławskiej.
Jest autorem książki Secure systems and networks (Łódź 2011), a także rozdziałów w trzech książkach oraz artykułów publikowanych w książkach i czasopismach.